# Aphis cytisorum
Aphis cytisorum är en insektsart som beskrevs av Hartig 1841. Aphis cytisorum ingår i släktet Aphis och familjen långrörsbladlöss. Arten är reproducerande i Sverige.

## Underarter
Arten delas in i följande underarter:
- A. c. sarothamni
- A. c. cytisorum